# Пиражу (Франция)
Пиражу́ (фр. Pirajoux) — коммуна во Франции, находится в регионе Рона — Альпы. Департамент — Эн. Входит в состав кантона Колиньи. Округ коммуны — Бурк-ан-Брес.
Код INSEE коммуны — 01296.

## География
Коммуна расположена приблизительно в 360 км к юго-востоку от Парижа, в 80 км северо-восточнее Лиона, в 20 км к северу от Бурк-ан-Бреса.
По территории коммуны протекают реки Сольнан и Севрон.

## Климат
Климат полуконтинентальный с холодной зимой и тёплым летом. Дожди бывают нечасто, в основном летом.

## Население
Население коммуны на 2010 год составляло 360 человек.
| 1962 | 1968 | 1975 | 1982 | 1990 | 1999 | 2010 |
| ---- | ---- | ---- | ---- | ---- | ---- | ---- |
| 428  | 375  | 314  | 294  | 304  | 299  | 360  |

## Экономика

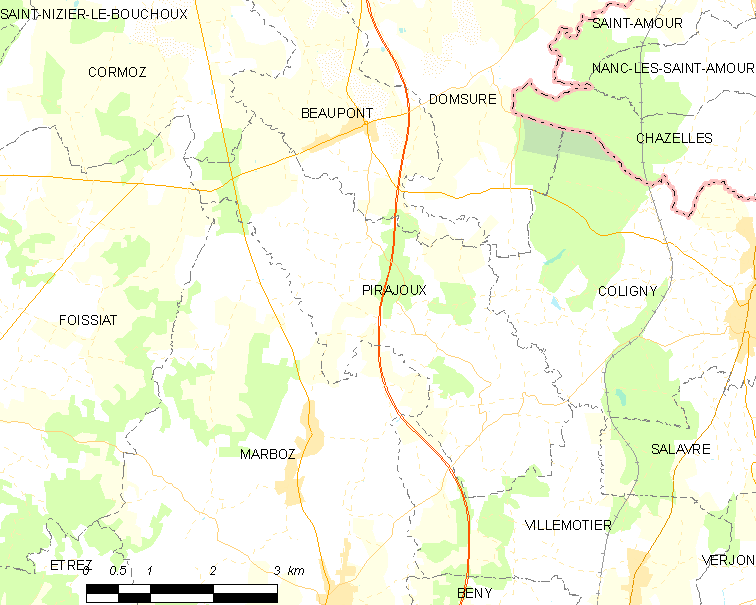
Карта коммуны

В 2010 году среди 236 человек трудоспособного возраста (15—64 лет) 187 были экономически активными, 49 — неактивными (показатель активности — 79,2 %, в 1999 году было 74,7 %). Из 187 активных жителей работали 171 человек (100 мужчин и 71 женщина), безработных было 16 (7 мужчин и 9 женщин). Среди 49 неактивных 12 человек были учениками или студентами, 28 — пенсионерами, 9 были неактивными по другим причинам.